# حبيل المعينة (أسلم)

تعديل مصدري - تعديل

حبيل المعينة هي إحدى قرى عزلة أسلم الشام بمديرية أسلم التابعة لمحافظة حجة، بلغ تعداد سكانها 154 نسمة حسب تعداد اليمن لعام 2004.